# Rusayfa
Rusayfa (arabiska: الرصيفة, ar-Rusayfa) är en stad i Jordanien. Den ligger i provinsen az-Zarqa, i den norra delen av landet, 12 km nordost om huvudstaden Amman. Rusayfa ligger 614 meter över havet och antalet invånare är 268 237.